# مماليك الحرس الإمبراطوري

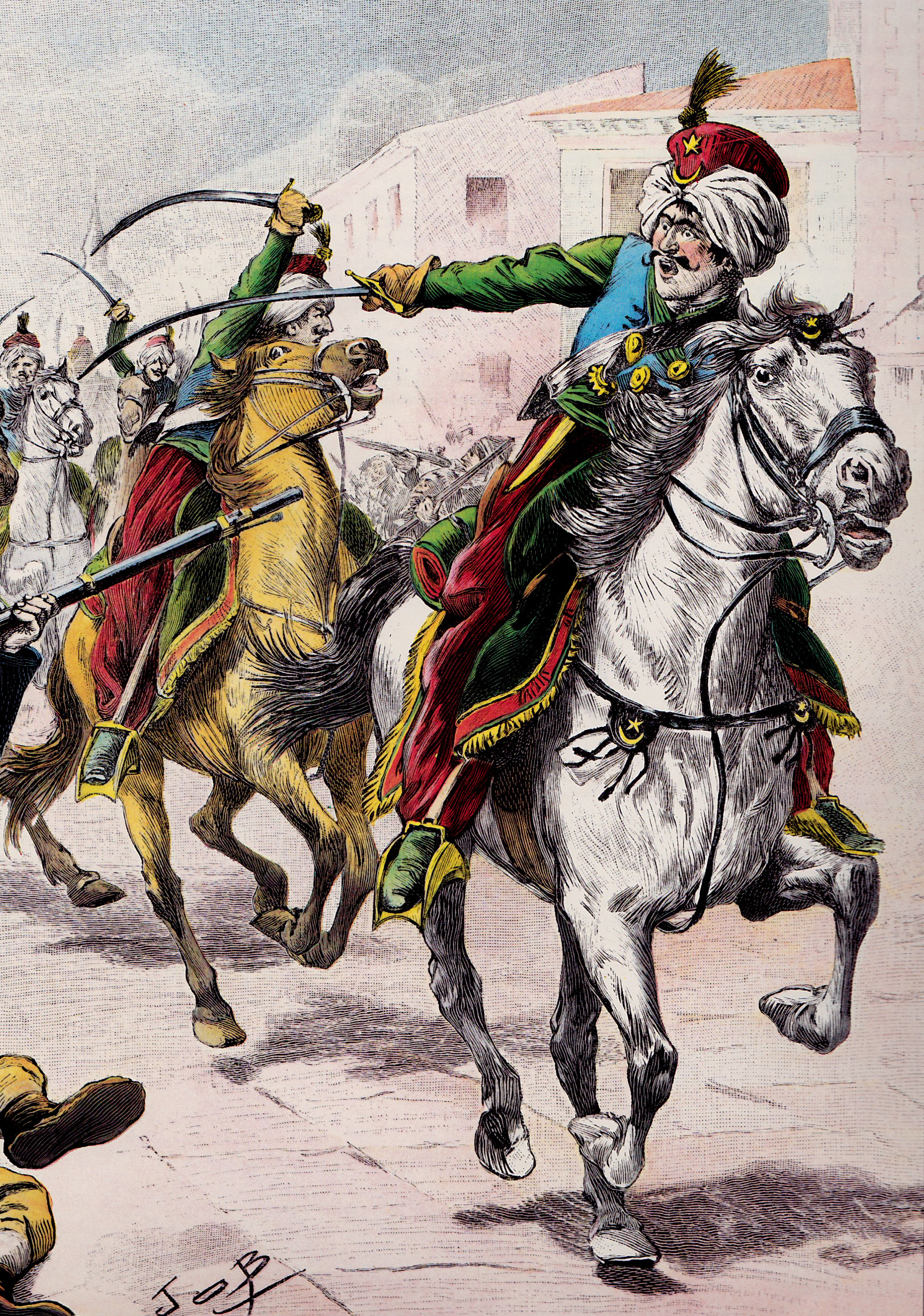

مماليك الحرس الإمبراطوري هي وحدة من سلاح الفرسان الخفيف من أصول مصرية، أنشأها نابليون بونابرت عند عودته إلى مصر ، في خدمة الجيش الفرنسي من 1801 إلى 1815. هذا الجسم هو التدريب الثالث من الفرسان المتكاملة في الحرس الملكي وكان أول عنصر أجنبي.
مماليك فرنسا
بعد احتلال نابوليون لمصر في جويلية 1798 انضم بعض المماليك إلى الفرنسيين وخدموه كمترجمين أو ممونين أو عسكريين، كما انضم اليهم بعد توجه الحملة إلى سوريا جزء من حامية العريش والعديد من العرب المسلمين والمسيحيين بعد حصار يافا وعكا.
في 7 يوليو 1800، أعاد جنرال مينو تنظيم الكتيبة، مشكلاً 3 فصائل كل منها قوتها 100 رجل وغير اسمهم إلى «مماليك الجمهورية Mamlouks de la République». في 1801، اُرسل جنرال راپ إلى مارسيليا ليشكـّل فصيلة من 250 مملوك تحت إمرته. وفي 7 يناير 1802، ألغي الأمر السابق وتم تخفيض قوة الفصيلة إلى 150 رجلاً. قائمة المنضوين تحت السلاح في 21 أبريل 1802 تـُظهر 3 ضباط و 155 مقاتلاً من مختلف الرتب.
وفي تأريخه للفرقة الثالثة عشر من الصيادة، يذكر العقيد ديكاڤ كيف استخدم ناپليون المماليك في مصر، فضمن ما أسماه «تعليمات Instructions» التي أعطاها بونابرت لكليبر بعد مغادرته مصر، كتب نابليون أنه قد اشترى بالفعل نحو 2،000 مملوك من تجار سوريين، وأنه كان ينوي تشكيل فصيلة خاصة وانكشارية سورية من الفوات العثمانية التي اُسرت في حصار عكا.
بعد هزيمة الفرنسيين وجلائهم عن مصر إلى فرنسا نزح هؤلاء المشارقة مع الجيش الفرنسي.
شكـّل نابلينابوليون الأولون منهم لواءً كان مقره في مدينة مولان.
حتى الحرس الامبراطوري له كان يضم جنوداً مماليك أثناء حملته على بلجيكا، بما فيهم خدمه الشخصيون.
والحارس المشهور لنابليون روستان كان أيضاً مملوكاً جلب من مصر.
وطيلة العصر النابليوني، كان هناك لواءً مملوكياً في الجيش الفرنسي.
وبقرار مؤرخ في 25 ديسمبر 1803، تم تشكيل المماليك في فصيلة ملحقة بسلاح الفرسان بالحرس الإمبراطوري.
تم ادماجهم في فصيلة الخيالة الصيادة وشاركو ا في الحرب في بلجيكا
زي المماليك في فرنسا أثناء خدمتهم في جيش نابليون، ارتدوا اللواء المملوكي الزي التالي: قبل 1804: الجزء «النظامي» الوحيد في زيهم كان الكاهوك (قبعة) الخضراء، والعمامة البيضاء، والسروال الأحمر، وهؤلاء جميعاً يـُلبسوا مع قميص فضفاض وصديري. بعد 1804: الكاهوك أصبح أحمراً بهلال ونجمة نحاسيين، والقميص اُقفل وأصبح له ياقة.
شارك المماليك في الحملة على روسيا ولقد أبلوا بلاءً حسناً في معركة أوسترليتس في 2 ديسمبر، 1805 واسرو العديد من الأعداء منهم الأمير ربنين.
شاركوا في الحرب في إسبانيا وقاموا بقمع ثورة مدريد في 1808 مما زاد من كره الإسبان لنابليون بسبب قهر جنود مسلمين لهم.

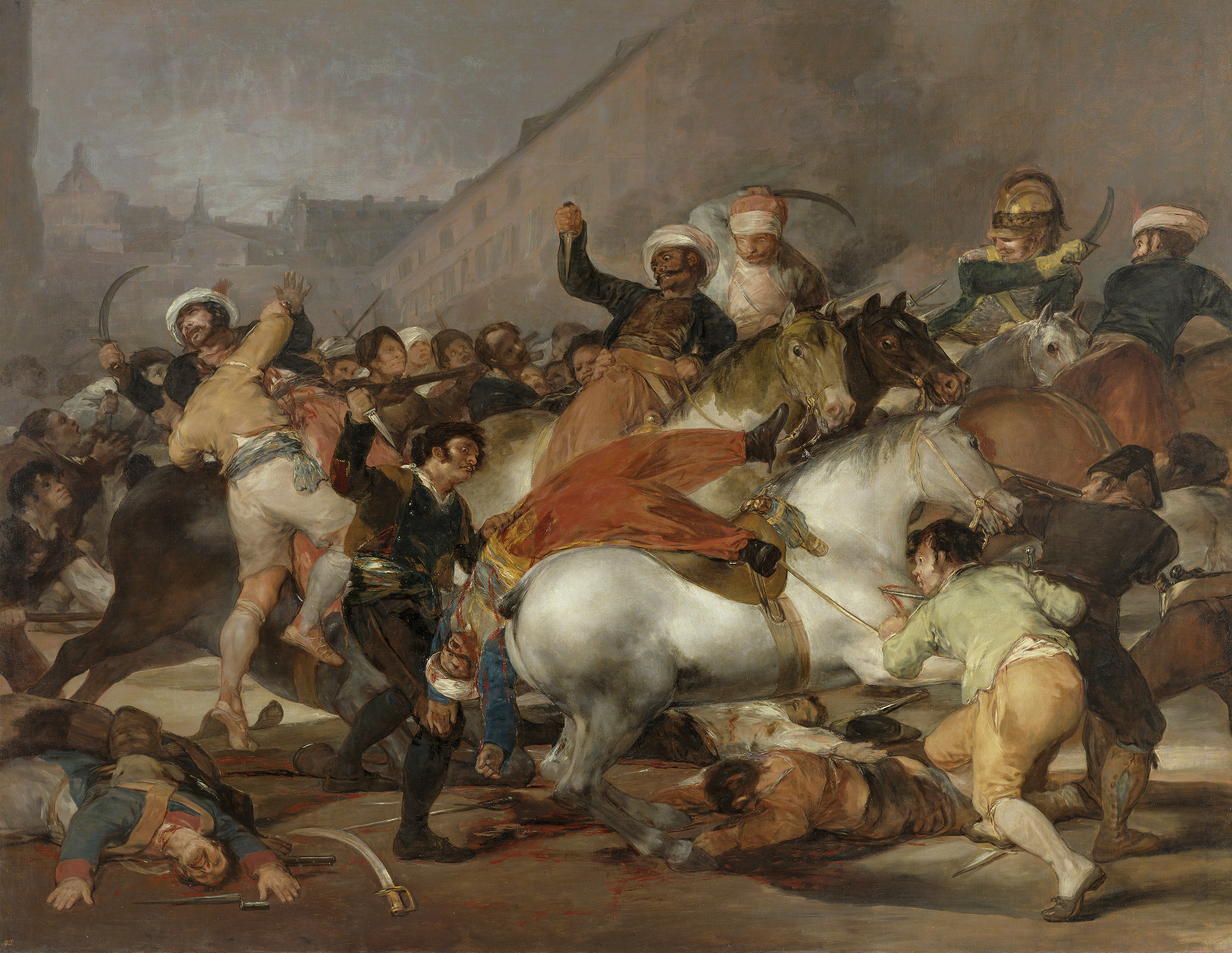
قمع المماليك لثورة سكان مدريد في 02 مايو 1802 .لوحة من رسم فرتسيسكو غويا 1746–1828 موجودة في متحف برادو

بعد سقوط نابليون طالهم الانتقام الملكي فتوبعوا وقتلوا وشردوا في اطار ما يعرف بالإرهاب الأبيض ولم يتبق منهم الا عدد قليل.
بعد عودة النظام الامبراطوري للمبراطورية الثانية بعد 1852 أطلق اسم المماليك على البونابرتيين المتشددين
من أشهر مماليك فرنسا المملوك رستم رضا الذي كان الحارس الشخصي لنابليون بونابرت
موسى زميرو الكوسا الفلسطيني المسيحي الذي توفي في 9 ماي 1873 سمي بآخر المماليك.